# تجمد سريع

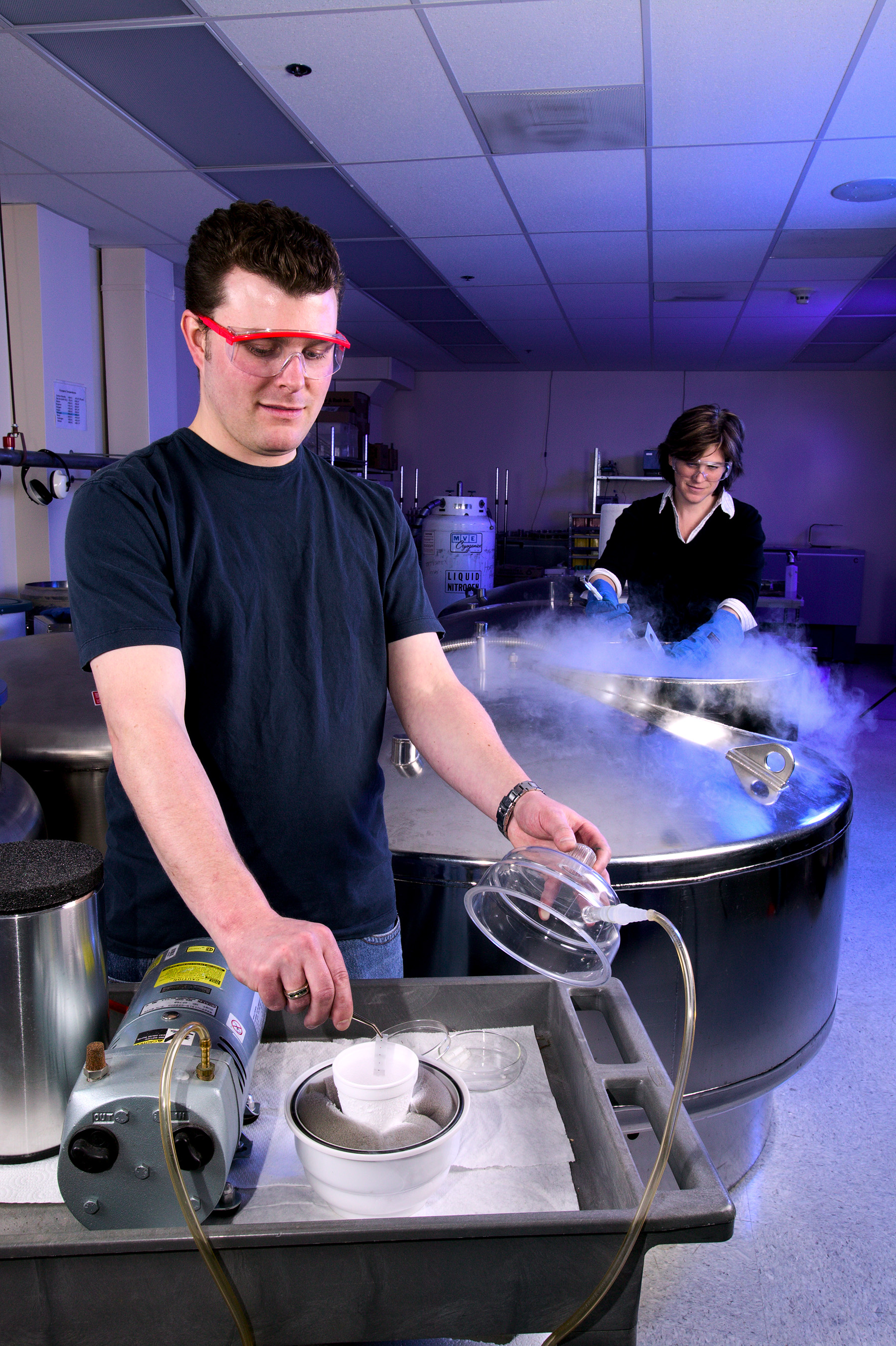

ظاهرة التجميد السريع هي ظاهرة تحدث بشكل طبيعي في الفيزياء والكيمياء، تستخدم عادة في صناعة الأغذية ومن قبل خبراء الأرصاد الجوية لأغراض التنبؤ. وتعتبر هذه العملية أيضًا ذات أهمية كبيرة في علم الغلاف الجوي حيث ان  دراستها ضرورية لعمل نموذج مناخي مناسب لتكوين السحب الجليدية في طبقة التروبوسفير والتي تبعثر الإشعاع الشمسي القادم بشكل فعال وتمنع الأرض من ان تعاني من حرارة شديدة من الشمس
يرتبط التجميد السريع ارتباطا وثيقا بنظرية التنوي الكلاسيكية والتي تساعدنا على فهم العديد من المواد والظواهر والنظريات في المواقف ذات صلة.

## المقدمة
يشير التجميد السريع إلى العملية التي يتم فيها تجميد الأشياء خلال بضع ساعات فقط  عن طريق إخضاعهم لدرجات حرارة منخفضة أو عن طريق التلامس المباشر مع النيتروجين السائل عند درجة حرارة 196- درجة مئوية (320.8- درجة فهرنهايت).
عندما يتم تبريد الماء إلى درجة حرارة أقل من 48- درجة مئوية (54- درجة فهرنهايت)، فلابد أن تتجمد.
تعتبر المياه المتجمدة قضية مركزية بالنسبة للمناخ والجيولوجيا والحياة.
على الأرض، يغطي الجليد والثلج 10 % من الأرض وما يصل إلى 50 % من نصف الكرة الشمالي في فصل الشتاء.
تعكس الاغطية الجليدية الجنوبية ما يصل الي 90% من الاشعات القادمة من الشمس.
يعتمد علم التجميد السريع على عدة عوامل تتضمن كيفية تجميد قطرات المياة، كمية المياه في الجو، هل المياه في حالة سائلة ام بلورية، في أي حرارة تتجمد وعندما تتبلور هل تبدأ من الداخل ام من السطح.
تبدأ عملية تجميد قطرات الماء النانوية أو السليكون السائل على عدد من المسافات المختلفة من مركز القطرة   مقدمة بذلك رؤي جديدة في نزاع قديم في مجال الفيزياء المادية والكيميائية
عندما تكون المياه في الفريزر التقليدي، يتم تشغيل انتقال طوري ديناميكية ؛ الجليد الناتج يعتمد علي سرعة تبريد النظام: إذا تم تبريد المياه اقل من نقطة تجمدها ببطء سينتج بلورة جليدية بدلا من المادة الصلبة البلورية التي تنتج من التجميد السريع.

## التطبيقات والتقنيات
يستخدم التجميد السريع في صناعة الغذاء لتسريع تجميد المواد الغذائية القابلة للتلف. في هذه الحالة تخضع المواد الغذائية لدرجات حرارة  اقل من درجة انصهار / تجميد الماء.
وبالتالي، فإن بلورات الجليد الأصغر حجمًا والأكثر انتشارًا التي تتشكل تتسبب في تلف أقل لأغشية الخلايا.
كما تستخدم تقنيات التجميد السريع لتجميد العينات البيولوجية بسرعة كافية بحيث لا يمكن تكوين بلورات الثلج الكبيرة وتلف العينة، وهذا التجميد السريع يتم عن طريق غمر العينة في النيتروجين السائل أو خليط من الثلج الجاف والإيثانول.
طور المخترع الأمريكي كلارنس بيردسي عملية «التجميد السريع» لحفظ الطعام في القرن العشرين، تم تطوير هذه العملية من قبل المخترع الأمريكي دانييل تيبمان عن طريق إنتاج فراغ ورسم الهواء البارد من خلال الطعام الموضع على منصات.
النتائج لها آثار مهمة في أبحاث التحكم في المناخ أيضا. واحدة من المناقشات الحالية هي ما إذا كان تشكيل الجليد يحدث بالقرب من السطح أو داخل قطرات بحجم الميكرومتر معلقة بالسحب. إذا كان هذا هو الأسلوب السابق، فقد يكون من الممكن اتخاذ مقاربات هندسية فعالة لضبط التوتر السطحي للماء بحيث يمكن التحكم في معدل تبلور الثلج.

## كيف تتجمد المياه؟
هناك ظواهر مثل التبريد الفائق، حيث يتم تبريد الماء تحت نقطة التجمد، ولكن الماء يبقى سائلًا، إذا كانت هناك عيوب قليلة جدًا في تبلور البذور. وبالتالي يمكن للمرء أن يلاحظ حدوث تأخير حتى تتكيف المياه مع درجة الحرارة الجديدة التي تقل عن درجة التجمد
يجب أن تصبح المياه السائلة فائقة التبريد جليدًا عند 48- درجة مئوية (55- فهرنهايت) ليس فقط بسبب البرد القارس، بل لأن البنية الجزيئية للماء تتغير جسديًا لتشكل أشكال رباعية، مع ربط كل جزيء ماء بشكل بأربعة أنواع أخرى.
هذا يشير إلى التغيير الهيكلي من السائل إلى «الجليد المتوسط».  يبدأ عمومًا تبلور الثلج من الماء الفائق التبريد بواسطة عملية تسمى «التنوي»؛ بسبب سرعة وحجم التنوي الذي يحدث داخل النانوسيكند والنانومترات.
البيئة السطحية لا تلعب دورا حاسما في تكوين الجليد والثلج. وتؤدي تقلبات الكثافة داخل القطرات إلى أن تغطي مناطق التجميد المحتملة المناطق الوسطى والسطحية. قد يكون التجميد من السطح أو من الداخل عشوائيًا. ومع ذلك، في عالم غريب من المياه، لا تزال هناك كميات ضئيلة من المياه السائلة نظريًا، حتى مع انخفاض درجات الحرارة إلى أقل من 48- درجة مئوية (55- درجة فهرنهايت) وتقريبًا تحول كل الماء الصلب، إما إلى جليد بلوري أو مياه غير متبلورة.
أقل من 48- درجة مئوية (55- فهرنهايت)، يتبلور الجليد بسرعة كبيرة للغاية لأي خاصية للسائل المتبقي ليتم قياسها. تؤثر سرعة التجميد بشكل مباشر على عملية التنوي وحجم البلورات الثلجية. سائل فائق التبريد سيبقى في حالة سائلة تحت نقطة التجمد العادية عندما يكون لديه فرصة ضئيلة للتنوي. وهذا هو، إذا كان صافي بما فيه الكفاية ولديه حاوية كافية بشكل سلس.
وبمجرد أن يتم تحريكها، فسوف تتحول بسرعة إلى مادة صلبة. خلال المرحلة الأخيرة من التجمد، يتطور قطرة الثلج إلى طرف مدبب، والذي لا يتم ملاحظته لمعظم السوائل الأخرى، حيث ينشأ الماء بسبب تجمده. بمجرد أن يتم تجميد السائل تمامًا، فإن الطرف الحاد من القطرة يجذب بخار الماء في الهواء، تمامًا مثل قضيب الصواعق المعدنية الحاد الذي يجذب الشحنات الكهربائية. يجمع بخار الماء على الحافة وتبدأ شجرة من بلورات الجليد الصغيرة في النمو.
وقد ظهر تأثير معاكس لانتزاع جزيئات الماء بشكل تفضيلي من الحافة الحادة لقطع البطاطس في الفرن.
إذا تم تبريد قطرة من الماء المجهري بسرعة كبيرة، فإنها تشكل ما يسمى بالزجاج (جليد غير متبلور منخفض الكثافة) حيث لا تصطف جميع رباعي الهيدروجين لجزيئات الماء، بل تكون غير متبلرة. التغيير في هيكل الماء يتحكم في معدل تشكل الثلج. اعتمادا على درجة الحرارة والضغط، يحتوي جليد الماء على 16 شكل بلوري مختلف تترابط جزيئات الماء مع بعضها البعض بروابط هيدروجينية. عندما يتم تبريد الماء، يصبح هيكله أقرب إلى هيكل الجليد، وهذا هو السبب وراء انخفاض الكثافة، وهذا يجب أن ينعكس في زيادة معدل التبلور الذي يظهر هذه الأشكال البلورية.